# Red Bull PlayStreets
Red Bull PlayStreets ist ein von Red Bull veranstalteter Slopestyle-Wettbewerb in der Disziplin des Freestyle-Skiings im historischen Ortskern von Bad Gastein im Gasteinertal. Er fand zum ersten Mal im Jahr 2007 statt. Das Teilnehmerfeld bestand im Jahr 2015 aus 16 der besten Freestyle-Skifahrern der Welt, 2013 waren es 22. Der etwa 500 Meter lange Parcours mit Tunneln, Schanzen und Brücken wird jedes Jahr aus Holz neu aufgebaut, führt teilweise über Hausdächer und wird mit über 2500 Kubikmetern Schnee versehen. Im Jahr 2015 waren 8.500, 2013 und 2011 jeweils 10.000 Zuschauer bei der Veranstaltung, die als wichtiges Element bei der Neupositionierung Bad Gasteins im Tourismussektor angesehen wird.
2015 wurde Red Bull PlayStreets nach den Jahren 2007, 2008, 2009, 2011 und 2013 zum insgesamt 6. Mal veranstaltet. Der Norweger Øystein Bråten gewann vor dem zweitplatzierten Schweizer Andri Ragettli. Der Schwede Jesper Tjäder wurde Dritter. Der bisher erfolgreichste Österreicher ist Tobias Tritscher als Zweitplatzierter im Jahr 2009.
Nach 2017 und 2019 musste aufgrund der Situation rund um COVID-19 das Event für 2021 abgesagt werden und wird nun für Februar 2022 geplant.

## Resultate
- 2019:[10]
  - 1. Platz:  Nick Goepper
  - 2. Platz:  Jesper Tjäder
  - 3. Platz:  Oscar Wester (Freestyle-Skier)

- 2017:[11]
  - 1. Platz:  Jesper Tjäder
  - 2. Platz:  Andri Ragettli
  - 3. Platz:  Lukas Müllauer

- 2015:[12]
  - 1. Platz:  Øystein Bråten
  - 2. Platz:  Andri Ragettli
  - 3. Platz:  Jesper Tjäder

- 2013:[13]
  - 1. Platz:  Charles Gagnier
  - 2. Platz:  Gus Kenworthy
  - 3. Platz:  Vincent Gagnier

- 2011:[14]
  - 1. Platz:  Elias Ambühl
  - 2. Platz:  Antti Ollila
  - 3. Platz:  Jossi Wells

- 2009:[15]
  - 1. Platz:  Russ Henshaw
  - 2. Platz:  Tobias Tritscher
  - 3. Platz:  Fabio Studer

- 2008:[16]
  - 1. Platz:  Oscar Scherlin
  - 2. Platz:  Russ Henshaw
  - 3. Platz:  Oskari Raitanen

- 2007:[17]
  - 1. Platz:  Charles Gagnier
  - 2. Platz:  Russ Henshaw
  - 3. Platz:  Thomas Krief